# Kitasato Shibasaburō
Kitasato Shibasaburō, född 29 januari 1853, död 13 juni 1931, var en japansk bakteriolog.

## Biografi
Kitasato var från 1886 elev till Robert Koch. Han återvände 1893 till Japan och förestod från 1914 Kitasatoinstitutet för infektionssjukdomar i Tokyo. Kitasato var den förste, som renodlade stelkrampsbacillen, arbetade tillsammans med Emil von Behring på framställandet av serum mot difteri och stelkramp samt fann 1894 samtidigt med Alexandre Yersin pestbacillen och 1898 tillsammans med sin assistent Kiyoshi Shiga dysenteribacillen.